# Élections cantonales schwytzoises de 2024
Les élections cantonales schwytzoises de 2024 ont lieu le 3 mars 2024 afin de renouveler les 100 membres du Conseil cantonal et les 7 membres du Conseil d'État du canton de Schwytz.

## Système électoral

### Conseil cantonal
Le Conseil cantonal de Schwytz est composé de 100 sièges pourvus pour quatre ans au scrutin proportionnel plurinominal, avec un seuil électoral de 1 % des suffrages exprimés. Les sièges obtenus par les différents partis sont répartis proportionnellement entre chaque commune du canton, les plus petites communes recevant au minimum un siège. Chaque électeur dispose d'autant de voix que de sièges à pourvoir dans la commune où il vote.

### Conseil d'État
Les membres du Conseil d'État du canton de Schwytz sont élus au scrutin majoritaire plurinominal. Chaque candidat, indépendamment de son parti, doit obtenir la majorité absolue des voix afin d'être élu. Chaque électeur dispose de 7 voix, soit autant que de membres du Conseil d'État à élire, et peut les répartir aux candidats de son choix à raison d'une voix par candidat. Les électeurs ne sont pas obligés d'utiliser toutes leur voix. Ce procédé permet ainsi à plusieurs candidats de recevoir simultanément la majorité absolue en un tour de scrutin. Si moins de 7 candidats obtiennent la majorité absolue des voix, un second tour est néanmoins organisé, les candidats restants recueillant le plus de voix étant élus à hauteur du nombre de sièges à pourvoir,.

## Résultats

### Conseil cantonal
|                           |                              |                          |         |       |      |               |               |  |  |
| Parti                     | Parti                        | Sigle                    | Voix    | %     | +/-  | Sièges        | +/-           |  |  |
|                           | Union démocratique du centre | UDC                      |         | 38,31 | 5,06 | 38            | 5             |  |  |
|                           | Le Centre                    | LC                       |         | 23,01 | 1,00 | 23            | 1             |  |  |
|                           | Parti libéral-radical        | PLR                      |         | 18,78 | 1,47 | 19            | 1             |  |  |
|                           | Parti socialiste             | PS                       |         | 14,74 | 1,96 | 15            | 2             |  |  |
|                           | Les Verts                    | PES                      | 0       | 14,74 | 1,96 | en stagnation |               |  |  |
|                           | Vert'libéraux                | PVL                      |         | 4,72  | 1,08 | 5             | 1             |  |  |
|                           | Parti évangélique            | PEV                      |         | 0,44  | Nv   | 0             | en stagnation |  |  |
|                           | Union démocratique fédérale  | UDF                      | 0       | 0,44  | Nv   | en stagnation |               |  |  |
|                           |                              |                          |         |       |      |               |               |  |  |
| Votes valides             |                              |                          |         |       |      |               |               |  |  |
| Votes blancs et invalides |                              |                          |         |       |      |               |               |  |  |
| Total                     | Total                        | Total                    |         | 100   | –    | 100           | en stagnation |  |  |
| Abstention                | Abstention                   | Abstention               |         | 48,38 |      |               |               |  |  |
| Inscrits / participation  | Inscrits / participation     | Inscrits / participation | 108 075 | 51,62 |      |               |               |  |  |